# Mientras el cuerpo aguante
Mientras el cuerpo aguante és un documental de Fernando Trueba estrenat en 1982. En concret, el seu segon llargmetratge, sobre la vida del cantautor, poeta i filòsof Chicho Sánchez Ferlosio, fill de l'escriptor falangista Rafael Sánchez Mazas i germà de l'escriptor Rafael Sánchez Ferlosio.

## Argument
S'hi retrata l'anarquista vida quotidiana del cantautor vista a través de les seves cançons, opinions i les reflexions d'un cantautor irrepetible, en aquells dies allunyat de la vida política i social. Un acostament a la vida de Chicho i la seva companya Rosa Jiménez a través de les seves cançons de resistència antifeixista, autonomia i independència.
El documental es desenvolupa a la casa de Chicho a Sóller (Mallorca). Ens mostra la vida quotidiana d'aquest compositor on apareix xerrant sense descans fins a caure rendit. Es tracten diferents qüestions de la seva vida, les seves idees, els seus invents i inquietuds, quedant impresa la seva filosofia de vida. Un mostra de la vida quotidiana d'una parella de músics que viatja amb tren amb les seves guitarres a les seves mans i que fan gires per diferents ciutats i pobles tocant als seus carrers i a les terrasses dels restaurants.
Es presenta un repàs de la trajectòria política de Chicho, del seu passat Marxista-leninista i de com va anar canviant, després d'un viatge a Albània, cap a una postura netament anarquista. També es detallen les seves postures sobre les presons i sobre les seves experiències viscudes en el seu pas per diferents presons, a causa del seu activisme polític; trajectòria que serveix per a presentar el desencantament que va suposar transició a la democràcia en el seu moment per a molts activistes que tenien posades les seves esperances en un canvi que no va arribar, i serveix com a crítica a aquest esdeveniment polític, com va servir en el seu moment la pel·lícula de Jaime Chávarri El desencanto (1976) sobre la joventut i família en el franquisme.

## Banda sonora
En el documental, en el qual també participa Isabel Escudero, Chicho interpreta els seus temes "La paloma de la paz", "El canto Arval" i "Afró Tambú", d' A contratiempo, i dues composicions inèdites pròpies, "Hay una lumbre en Asturias" i "Coplas retrógradas", així com "Zumba que zumba", cançó popular veneçolana popularitzada per Soledad Bravo i "Maremma", tema popular italià.

## Referenciès
1. ↑  «Mientras el cuerpo aguante - Cine - NUMAX» (en castellà). [Consulta: 8 setembre 2021].
2. ↑  Parages, David. «Senso Cinema: Mientras el cuerpo aguante. 1982, Fernando Trueba». Arxivat de l'original el 2021-08-20. [Consulta: 8 setembre 2021].
3. ↑  «Mientras el cuerpo aguante» (en anglès), 29-06-2016. [Consulta: 8 setembre 2021].
4. ↑  , <https://www.imdb.com/title/tt0084330/>